# Świebodzice
Świebodzice [ɕfʲɛbɔˈʥiʦɛ] (en allemand Freiburg in Schlesien) est une ville de la voïvodie de Basse-Silésie, dans le sud-ouest de la Pologne.

## Histoire
De 1742 à 1945, Fribourg-en-Silésie fait partie de l'arrondissement de Schweidnitz dans le district de Breslau au sein de la province de Silésie.

## Personnalités
- Hans Blüher (1888-1955), philosophe allemand
- Paweł Fajdek (né le 4 juin 1989), quintuple champion du monde de lancer du marteau